# گده‌کهریز
گده‌کهریز روستایی است که در استان اردبیل، شهرستان مشگین‌شهر، بخش مرادلو، دهستان ارشق غربی قرار دارد.

## جمعیت
بر اساس سرشماری سال ۱۳۸۵ جمعیت این روستا ۴۹۴ نفر با ۱۱۲ خانوار بوده‌است.